# Tiago Ilori
Tiago Abiola Delfim Almeida Ilori ou simplesmente Ilori (Hampstead, 26 de fevereiro de 1993) é um futebolista português que atua como lateral-direito ou defesa-central. Atualmente está sem clube.

## Carreira

#### Sporting
Nascido em Hampstead, Londres por um pai inglês de ascendência nigeriana e mãe portuguesa, Ilori entrou nas categorias de base do Sporting Clube de Portugal como um atacante, vindo do Imortal DC. Para a temporada de 2007-08 foi emprestado para os vizinhos Estoril Praia, retornando para mais três anos já convertido como um zagueiro.
No dia 6 de novembro de 2011, Ilori estreou pelo time principal dos leões, jogando os 90 minutos em um jogo de 3 a 1 pela Primeira Liga contra o União Desportiva de Leiria. Em 14 de dezembro do mesmo ano, estreou pela Liga Europa da UEFA, nas fases de grupo em um jogo contra a Lazio, no Estádio Olímpico já que seu time já tinha garantido o primeiro lugar no grupo.
Em sua quarta aparição pelo Sporting CP, em 16 de fevereiro de 2013, Ilori novamente jogou a partida inteira e ajudou o 3 a 2, marcando o segundo gol de sua equipe.
Em 2019, Tiago Ilori foi contratado novamente pelo Sporting CP, regressando assim ao clube que o formou.

#### Liverpool
No dia 2 de setembro de 2013, Ilori assinou com o Liverpool, por uma quantia não revelada, que seria em torno de 7 milhões de euros. Foi anunciado que o jornal The Football Association estava conversando com Ilori sobre mudar sua nacionalidade e representar a Inglaterra internacionalmente.
Em 5 de janeiro de 2014, Ilori foi anunciado no banco de reservas pela primeira vez, em uma partida da FA Cup contra o Oldham Athletic.

#### Granada
No dia 20 de janeiro de 2014, Ilori foi emprestado para o Granada CF até o final da temporada. Em 7 de fevereiro ele fez sua estréia pelo time espanhol, em uma derrota por 1 a 0 para o Espanyol; na rodada seguinte ele também começou e deu o passe para Piti fazer o único gol do jogo contra o Real Betis.

#### Girondins de Bordeaux
Em 18 de agosto de 2014, Ilori foi emprestado novamente, dessa vez para o Bordeaux da França. Ele marcou em sua terceira aparição pela Ligue 1, ajudando no empate de 1 a 1 contra o Saint-Étienne.

#### Aston Villa
O Aston Villa assinou com Ilori por empréstimo no dia 1 de setembro de 2015.

#### Paços de Ferreira
Em 22 de julho de 2022, Ilori foi emprestado do Sporting ao Paços de Ferreira.

## Portugal
Tiago jogou por Portugal nas 4 seleções de base, representando a nação no Campeonato Europeu de Futebol Sub-19 de 2012, o Campeonato Mundial de Futebol Sub-20 de 2013, o Torneio Internacional de Toulon de 2013 e o Campeonato Europeu de Futebol Sub-21 de 2015. Ele permaneceu elegível para jogar por Portugal, Inglaterra ou Nigéria como profissional.

## Estatísticas
Atualizado em 21 de setembro de 2015
| Temporada         | Clube             | Liga              | Liga  | Liga | Copa  | Copa | Copa da Liga | Copa da Liga | Europa | Europa | Total | Total |
| Temporada         | Clube             | Liga              | Jogos | Gols | Jogos | Gols | Jogos        | Gols         | Jogos  | Gols   | Jogos | Gols  |
| ----------------- | ----------------- | ----------------- | ----- | ---- | ----- | ---- | ------------ | ------------ | ------ | ------ | ----- | ----- |
| 2011-12           | Sporting          | Primeira Liga     | 1     | 0    | 0     | 0    | 0            | 0            | 1      | 0      | 2     | 0     |
| 2012-13           | Sporting          | Primeira Liga     | 11    | 1    | 0     | 0    | 0            | 0            | 1      | 0      | 12    | 1     |
| 2013-14           | Liverpool         | Premier League    | 0     | 0    | 0     | 0    | 0            | 0            | —      | —      | 0     | 0     |
| 2013-14           | Granada           | La Liga           | 9     | 0    | 0     | 0    | 0            | 0            | —      | —      | 9     | 0     |
| 2014-15           | Bordeaux          | Ligue 1           | 12    | 1    | 2     | 0    | 1            | 0            | —      | —      | 15    | 1     |
| 2015-16           | Aston Villa       | Premier League    | 0     | 0    | 0     | 0    | 0            | 0            | —      | —      | 0     | 0     |
| Total na Carreira | Total na Carreira | Total na Carreira | 33    | 2    | 2     | 0    | 1            | 0            | 2      | 0      | 38    | 2     |